# 조폐박물관

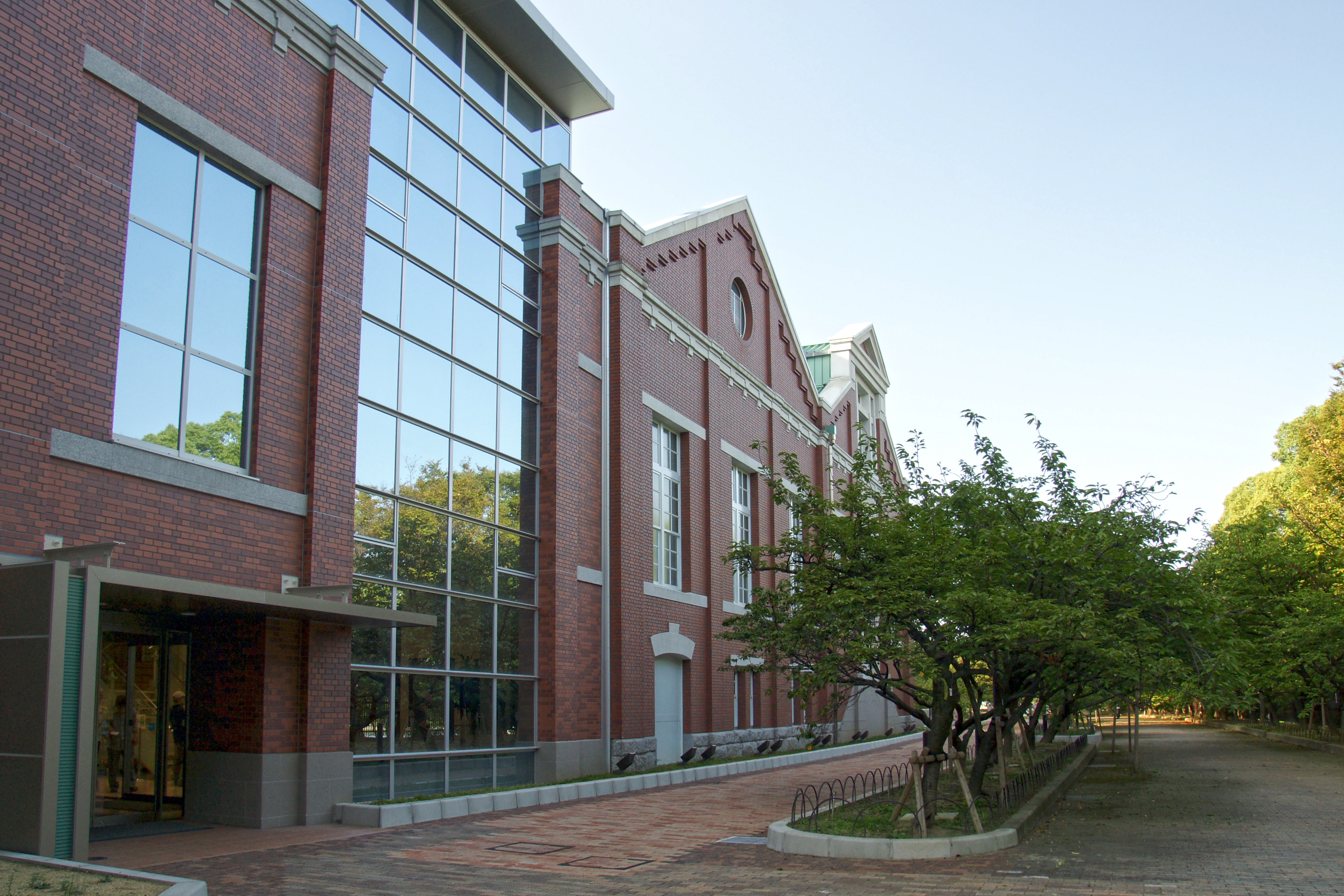
조폐박물관

조폐박물관(일본어: 造幣博物館 조헤이하쿠부쓰칸[*])은 일본 오사카부 오사카시 기타구에 있는 박물관이다. 일본 최초의 화폐부터 현재의 화폐까지 전시하고 있다.